# Cyrus Goodman
Cyrus Goodman est l'un des personnages fictifs de la série télévisée américaine Andi Mack (Andi en VF). Il est interprété par Joshua Rush et doublé en Belgique par Circé Lethem. 
Il apparait à partir du premier épisode de la série Treize ans et fait partie du « Clan des belles coiffures » avec ses amies Andi Mack et Buffy Driscoll. 
Il est le premier personnage homosexuel de Disney Channel, et l'un des premiers personnages ouvertement gay de l'histoire de Disney,.

## Conception et casting
La créatrice et productrice exécutive d'Andi Mack, Terri Minsky, a déclaré dans une interview accordée à l'Académie des arts et des sciences de la télévision que le personnage de Cyrus avait été inspiré par les amis de sa fille, dont la plupart sont homosexuels et ont l'ont compris lorsqu'ils étaient collégiens.
En août 2016, la série est retenue par Disney Channel, Joshua Rush, alors âgé de 14 ans, est retenu pour jouer le rôle de Cyrus Goodman. 
À la suite de la diffusion du premier épisode de la saison 2 où Cyrus révèle avoir un béguin pour Jonah à Buffy, Joshua Rush a fait une série d'interviews dont un pour l'émission Good Morning America dans lequel il a déclaré qu'il était « honoré » et « fier » de jouer le rôle de Cyrus, et qu'il se sent proche du personnage parce qu'un jour un de ses meilleurs amis lui a révélé son homosexualité en premier, chose que Cyrus a fait auprès de Buffy dans la série. 
Disney Channel a déclaré avoir consulté des experts en développement de l'enfant, ainsi que Common Sense Media, GLAAD et PFLAG, afin de développer le personnage et son scénario à venir,.

## Biographie fictive
Cyrus Goodman est le meilleur ami d'Andi Mack et Buffy Driscoll, c'est un personnage principal de la série. Avec ses amis, il vit à Shadyside dans l’état fictif du Midwest américain et est en septième année à la Jefferson Middle School. Il est le premier personnage homosexuel de l'histoire de Disney Channel et a fait son coming out à Buffy, puis Andi dans la saison 2 et à Jonah dans la saison 3. Lorsqu'il a annoncé sa sexualité à ce dernier, il a prononcé le mot « gay », une première dans l'histoire du studio. Cyrus est juif et a célébré sa bar-mitzvah dans le treizième épisode de la saison 2, la première représentation de cette cérémonie de passage à l'âge adulte sur Disney Channel.
Au début de la saison 2, Cyrus est en couple avec Iris, couple associé par Ambre et Jonah. Cependant, leur relation ne fonctionne pas et Cyrus a finalement admis qu'il n'avait aucun sentiment pour elle. Ils ont rompu à l'amiable et ont accepté de n'être que des amis. Cyrus a également eu le béguin pour Jonah pendant longtemps, mais ne l'a révélé à Buffy que dans le premier épisode de la saison 2, puis à Andi dans le treizième épisode de la saison 2. Cependant, les sentiments de ce dernier se sont estompés par la suite avant de laisser place à une simple amitié. Cyrus partage une amitié improbable avec TJ, le capitaine de l'équipe de basketball des garçons de la Jefferson Middle School, pourtant ennemi de Buffy, il est possible qu'il ait des sentiments pour lui, et qu'ils soient réciproques. Durant le dernier épisode de la saison 3, TJ et Cyrus se retrouvent sur un banc et s'avouent mutuellement leur amour. 
En termes de loisirs, Cyrus aime écrire des scénarios pendant son temps libre et jouer à des jeux de société avec ses amis. Ses plats préférés sont les muffins aux pépites de chocolat et les « mini-frites ».

## Accueil

### Critiques
Le personnage a attiré beaucoup d'attention dans les médias et l'annonce de sa sortie par Disney a été largement relayée par les médias nationaux et internationaux : BBC News, The Washington Post, ABC News, People, Us Weekly, TVLine, le HuffPost, le Daily Star, The Sun et la NPR l'ont tous qualifié d'« historique »,,,,,, tandis que The Hollywood Reporter, Entertainment Weekly, IndieWire, Fortune, le New York Daily News et le Los Angeles Times l’ont tous qualifié de « révolutionnaire »,,,,, Vogue, E! News et The Salt Lake Tribune ont également commenté l'évènement. Les médias français comme Paris Match et RTL ont également massivement commenté la décision de Disney Channel,.
Les organisations de défense des droits LGBT, telles que GLAAD, PFLAG et Stonewall, ont toutes salué l'inclusion par The Walt Disney Company\Disney d'un personnage qui « reflète la vie et les expériences vécues » des jeunes LGBT.

### Récompenses
Cyrus Goodman est le premier personnage principal gay ainsi que le premier personnage à avoir déclaré la phrase « je suis gay » sur Disney Channel.
Andi Mack a remporté le prix des GLAAD Media Awards 2018 dans la catégorie Outstanding Kids & Family Programming ainsi qu'un prix de l'Academy of Television Arts & Sciences dans la catégorie Television with a Conscience, spécialement pour Cyrus Goodman. 
De plus, le personnage a permis une hausse massive des audiences de la série aux États-Unis.

### Controverse et censure
La série Andi Mack a été censurée au Kenya par la Kenya Film Classification Board, critiquée par la division One Million Moms de l'American Family Association, et volontairement déprogrammée au Moyen-Orient et en Afrique à cause de « sensibilités culturelles » à cause de l'homosexualité du personnage,,